# السياحة في اليمن
| اقتصاد اليمن         |
| سياحة                |
| تعدين                |
| زراعة - سدود         |
| البنك المركزي اليمني |
| النفط                |
| قائمة مطارات اليمن   |
| الضرائب              |
| مواضيع يمنية         |
| ثقافة - جغرافيا      |
| تاريخ - مجتمع        |

السياحة في اليمن تذخر اليمن بتاريخ حافل بالحضارات وبالكثير من الموارد الطبيعية فهي تمتلك تضاريس متنوعة تؤهلها إلى أن تكون السباقة في القطاع السياحي فلديها الكثير من مواقع الجذب السياحي لكن لا زالت الكثير من مواقع الجذب السياحي غير مطورة وتنقصها بعض الخدمات من جراء الحروب والاقتتال الدائم الذي يعانيه اليمن فاليمن يمتلك أربعة مواقع ضمن مواقع التراث العالمي هي سقطرى وصنعاء القديمة وشبام ومدينة زبيد القديمة ورغم ارتفاع عدد السياح إلى 176.98% في اليمن ما بين 2004 -2003 إلا أن الحكومة لم تبد اهتمامًا بالقطاع السياحي وارتفع معدل إقامة السياح من 7 أيام إلى 17 يوم وكلها شواهد إلى إمكانية تطوير القطاع السياحي في البلاد وأشارت بعض الدراسات أن تنمية قطاع السياحة في اليمن كفيل بإخراجه من دائرة البلدان الأقل نماء يأتي أغلب السياح إلى اليمن لزيارة سقطرى والآثار القديمة والتعرف على ثقافة الشعب اليماني وفنونه الشعبية والمهتمين بدراسة الثقافة العربية التي لم تتأثر بمؤثرات خارجية وذلك النتاج العزلة التي فرضت على اليمن لعقود طويلة وأشارت وزارة السياحية اليمنية إلى ذلك في تقريرها الأخير بشأن التنمية السياحية بأن الخدمات السياحية متواضعة في اليمن وتنعدم تمامًا في القرى الصغيرة التي تلقى إقبالًا سياحيًا. 
في 2 يوليو 2015 أضافت اليونيسكو مدينة صنعاء القديمة وشبام على قائمة مواقع التراث العالمي المعرضة للخطر.

## مواقع التراث العالمي
| |  | مدينة شبام القديمة وسورها |
| الصنف: ثقافي في 1982، واعتبرت مهددة بالخطر في 2015. |  |                           |
| الموقع: محافظة حضرموت 15°55′37″N 48°37′36″E / 15.92694°N 48.62667°E |  |                           |
| تعود مباني المدينة إلى القرن السادس عشر الميلادي وتعد إحدى أقدم النماذج للتنظيم المدني الدقيق المرتكز على مبدأ البناء المرتفع حيث أنها تحتوي على مباني برجية شاهقة منبثقة من الصخور. |  |                           |

| |  | مدينة صنعاء القديمة |
| الصنف: ثقافي في 1986، واعتبرت مهددة بالخطر في 2015.                                                                                                 |  |                     |
| الموقع: صنعاء 15°21′20″N 44°12′29″E / 15.35556°N 44.20806°E                                                                                         |  |                     |
| مدينة قديمة مأهولة من القرن الخامس ق.م على الأقل، وبها مبان بنيت قبل القرن الحادي عشر الميلادي. في القرن الأول للميلاد أصبحت عاصمة مؤقتة لمملكة سبأ |  |                     |

| |  | حاضرة زبيد التاريخية |
| الصنف: ثقافي في 1993، واعتبرت مهددة بالخطر في 2000. |  |                      |
| الموقع: محافظة الحديدة 14°11′53″N 43°19′48″E / 14.19806°N 43.33000°E |  |                      |
| هي مدينة يمنية تشكل هذه موقعاً ذا أهمية أثرية وتاريخية استثنائية، بفضل هندستها المحلية والعسكرية وتخطيطها المدني. وبالإضافة إلى أنها كانت عاصمة اليمن من القرن الثالث عشر إلى القرن الخامس عشر، اتسمت زبيد بأهمية جمة في العالم العربي والإسلامي طيلة قرون من الزمن بفضل جامعتها الإسلامية. مهددة بالخطر منذ العام 2000 |  |                      |

| |  | أرخبيل سقطرى |
| الصنف: طبيعي في 2008. |  |              |
| الموقع: محافظة أرخبيل سقطرى 12°30′N 53°50′E / 12.500°N 53.833°E |  |              |
| "منطقة محمية": 410460 هكتار. |  |              |
| أرخبيل يمني مكون من أربع جزر على المحيط الهندي قبالة سواحل القرن الأفريقي 350 كم جنوب شبه الجزيرة العربية، هناك استيطان حيوي فريد ومميز على الجزيرة بسبب إنعزالها. |  |              |

## تعدداتالسياحية في اليمن
عدّ اليمن أحد أفضل المقاصد السياحية على خريطة السياحة الدولية، وتقول عنه منظمة السياحة العالمية "اليمن مقصد سياحي مضياف وجذاب ومتفرد في ثقافته وحضارته وتنوع تضاريسه، وامتلاكه لمقومات سياحة الاصطياف والرياضة البحرية لرصيد حضاري وتاريخي هائل، واعتباره مهد أقدم الحضارات الإنسانية في العالم التي ما تزال شواهد بعضها قائمًا حتى الآن وبعضها اندثر، ومنها والتي يرى المؤرخون أنها سبقت الفراعنة، بالإضافة إلى حضارات تاريخية أخرى يمتد عمرها إلى ما قبل 5000 سنة قبل الميلاد من أهمها حضارات (سبأ، أوسان، مملكة معين، حضارة حضرموت، الحميريون، وغيرها. أعتباراً أنها موطن العرب العاربة والعرب البائدة، واحتواء اليمن للعديد من المراكز العلمية والتنويرية، وشواهد الأضرحة في عدد كبير من مناطق اليمن وامتلاكه لرصيد سياحي متنوع يأتي في مقدمتها سياحة المغامرات وسياحة التسلق في قمم الجبال ومن أشهر هذه الجبال وأكثرها متعة لممارسة هذا النوع من السياحة بكل ما تحفل به من مخاطر ومغامرة ومشقة، التسلق في قمة جبل النبي شعيب غرب العاصمة صنعاء بارتفاعه البالغ 3600 متر عن سطح البحر، وسلاسل جبال مدينة المحويت غرب اليمن المذهلة بمعانقتها للسحب والضباب وكسوتها بالمدرجات والمساحات الزراعية الأسرة لأشجار البن اليمني ذائع الصيت. بالإضافة إلى جبال حراز وغيرها من الجبال التي تتميز بالكهوف والمغارات والينابيع والشلالات والمعادن الكبريتية المختلفة. وعلى قمم هذه الجبال الشاهقة لليمن، يبرز نوع أخر من أنواع متعة سياحة المغامرات، يتمثل في رياضة القفز المظلي والطيران الشراعي، التي برزت في السنوات العشر الأخيرة كنوع من أنواع السياحات الجديدة في اليمن، التي تجذب الآلاف سنويًا من عشاق هذه الرياضة في أوروبا وتبشر بتطور مثل هذا النوع من السياحة خلال السنوات القادمة خاصة مع تنفيذ عدد من الطيارين الشراعيين والمظليين الفرنسيين والألمان واليمنيين لعدد من برامج الطيران والتحليق الجماعي في مناطق مختلفة من اليمن.

### سياحة الجزر والشواطئ

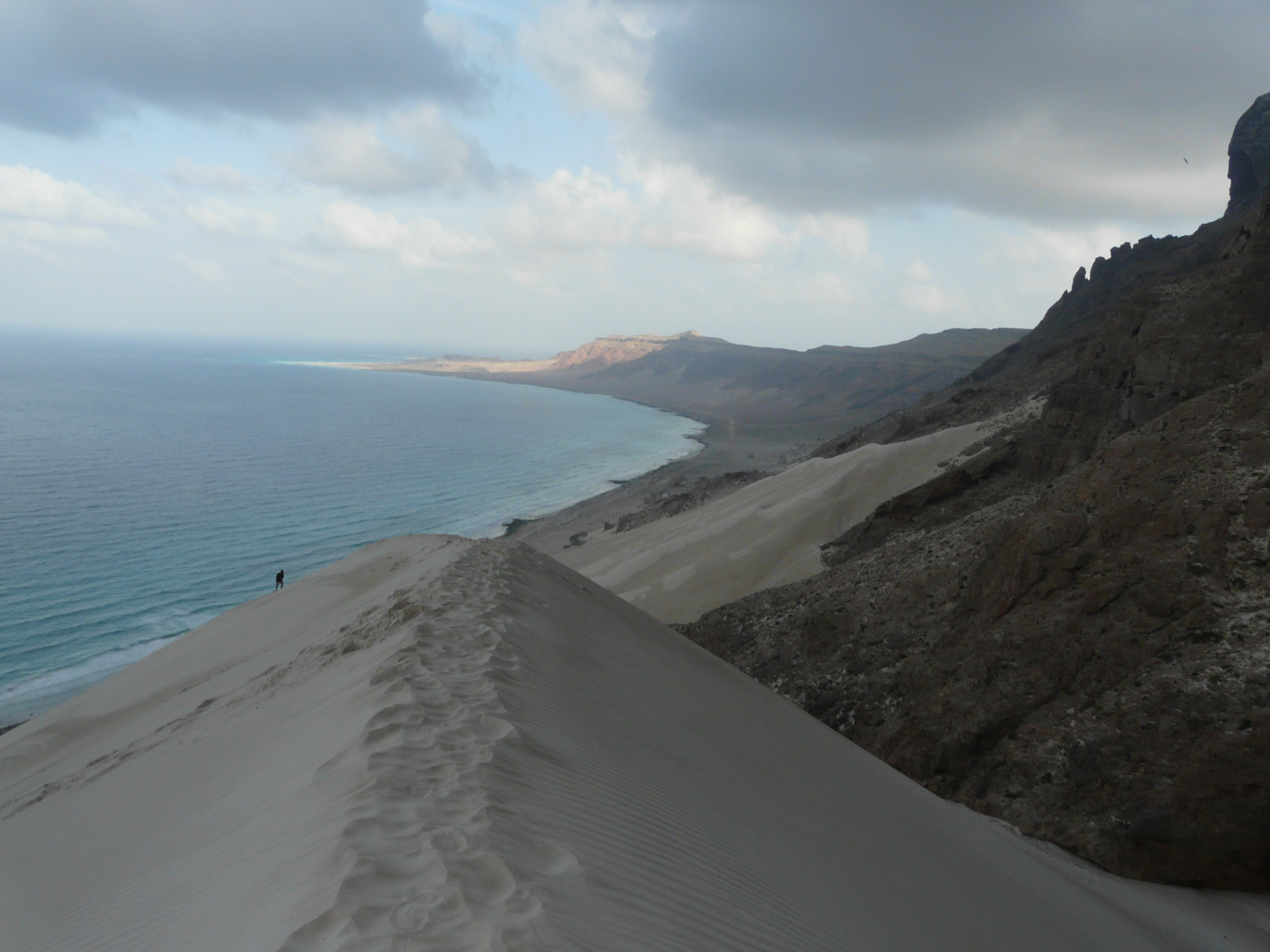
شاطئ عرر في جزيرة سقطرى

تعتبر سياحة الجزر والشواطئ في اليمن من أهم عناصر الجذب السياحي فاليمن يوجد فيه عدد كبير من الجزر يصل عددها إلى أكثر من 183 جزيرة وهي جزر ذات خصائص طبيعية فريدة وخلابة وساحرة وجذابة لسياحة البحرية وسياحة الغوص والأستجمام، كما أن اليمن يمتلك شريط ساحلي يمتد لأكثر من 2500 كليومتر على طول البحر الأحمر وخليج عدن والبحر العربي والمحيط الهندي ومن أهم شوطئ اليمن
- شاطئ الغدير: ويقع في منطقة الغدير بالبريقة في محافظة عدن وهو من أجمل الشواطئ، ويتميز بموقعه الجميل، وهو منتزه سياحي وتوجد به العديد من الشاليهات والاستراحات والمرافق الخدمية السياحية.
- الساحل الذهبي: ويقع في مديرية التواهي في محافظة عدن.
- ساحل أبين: ويقع في منطقة خور مكسر في محافظة عدن، ويتميز بجمال منظره ورماله الناعمة ومياهه الصافية وتوجد به العديد من الاستراحات ويعتبر أطول شواطئ وسواحل محافظة عدن.
- شاطئ الخوخة: يقع جنوب مدينة الحديدة بمسافة 110 كم على الصفة الشرقية لساحل البحرالأحمر وهو شاطئ جميل جدًا ومكسو برمال بيضاء ناعمة ذات أشكال هلالية تطوقها كثبان رملية بيضاء ويعتبر من أجمل الشواطئ اليمنية وتظلله وتنتشر فيه أشجار النخيل والدوم، وقد نالت هذه الشواطئ شهرة كبيرة باعتبارها مصيفًا رائعًا حيث تمتاز بهوائها العليل وصفاء مياهها، وتشكل شواطئ الخوخة أهم المواقع السياحية الشاطئية والتي يرتادها الزوار بشكل مستمر.
- شاطئ اللحية: يقع في مدينة اللحية شمال محافظة الحديدة على مسافة (110كم) على الضفة الشرقية لساحل البحر الأحمر. ويتواجد بالقرب منه خور كبير من غابات وأشجار المانجروف والأعشاب البحرية بكميات كبيرة إلى جانب أعداد كثيرة من الطيور المهاجرة والمستوطنة، بالإضافة إلى تواجد الشعب المرجانية بكميات كبيرة وعلى أعماق قريبة.
- شاطئ الجاح: يقع جنوب مدينة الحديدة على مسافة (55كم) ويتبع إداريًا مديرية بيت الفقيه، ويمتاز بكثبان رملية ناعمة تظللها أشجار النخيل ويوجد ما يزيد عن مليون شجرة من أشجار النخيل.
- شاطئ جنوب قرية منظر: ويقع في الجنوب الغربي من مدينة الحديدة بمسافة (10كم) ويتبع إداريًا مديرية الدريهمي، ويعتبر من أهم المنتجعات السياحية والمتنفسات الطبيعية لأهالي وزوار مدينة الحديدة، حيث يتميز بشاطئ رملي ذات خصائص طبيعية جميلة ورواد الشاطئ من السياحة المحلية والسياحة الإقليمية.
- شاطئ شرمة: يقع بمديرية الديس في محافظة حضرموت ويعتبر من أجمل وأنقى الشواطئ في محافظة حضرموت.[20]

### السياحة الأثرية والتاريخية

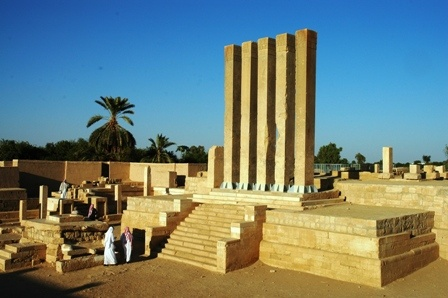
"محرم بلقيس" في محافظة مأرب

تاريخ اليمن عريق جدًا وهو بلد ملئ بالأثار والقلاع والحصون والقصور والمعابد والسدود وهو الموطن الأول للعرب العاربة والعرب القدماء وقامت فيه العديد من الحضارات والممالك السبئية والحميرية والسلطنات والتي تشهد بأن أرض اليمن كانت السباقة في العديد من الفنون المعمارية والمعرفية والعسكرية، ويمكن مشاهدة المفردات الحضارية للحضارات اليمنية القديمة في مختلف المتاحف اليمنية وفي المواقع التاريخية والأثرية في المناطق الشرقية خاصة وفي أنحاء البلاد عموماً، وفي بداية الألف الأول قبل الميلاد كانت الحضارات اليمنية في أوج أزدهارها وأسهمت بنصيب وافر في المعرفة والتطور الإنساني. أما المفردات الحضارية اليمنية في العصر الإسلامي فقد أتت بعناصر جديدة نشاهدها في المدن والعواصم الهامة ومدن الأقاليم الواقعة على الطرق التجارية وطرق الحجيج وفي مقدمتها جوهرة المدن العربية الإسلامية مدينة آزال صنعاء القديمة الجميلة وشبام حضرموت وزبيد حيث أعلنت منظمة اليونسكو العالمية هذه المدن الثلاث من بين مدن التراث الإنساني العالمي، فكل ذلك المزيج النادر الغني بالتراث وعبق التاريخ جعل اليمن محطة هامة يتمنى العديد من السياح والزائرين زيارتها وهي من أهم المناطق السياحية الأثرية في العالم.
ومن أهم الأماكن التاريخية في اليمن:-

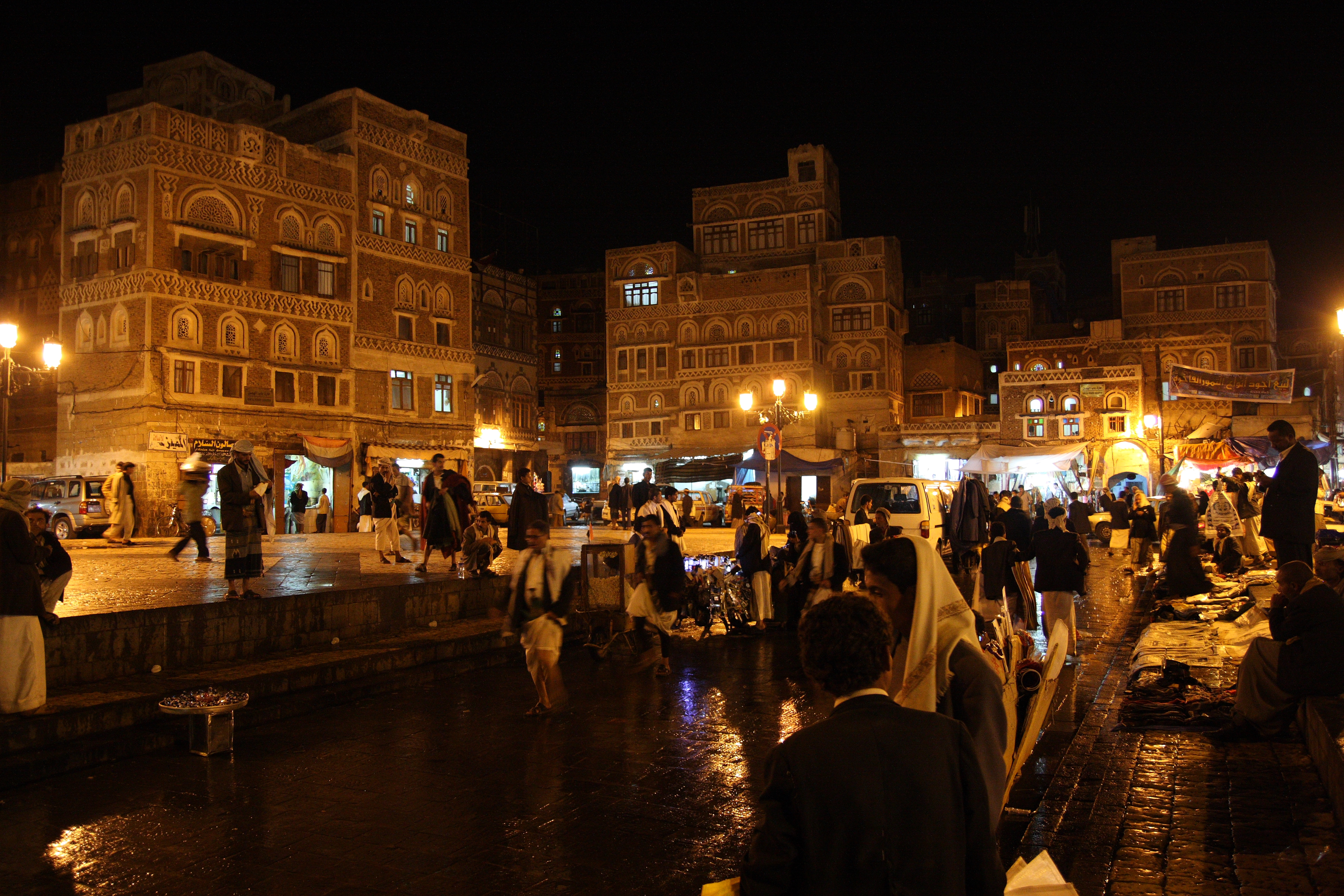
مشهد الشارع ليلا في صنعاء القديمة

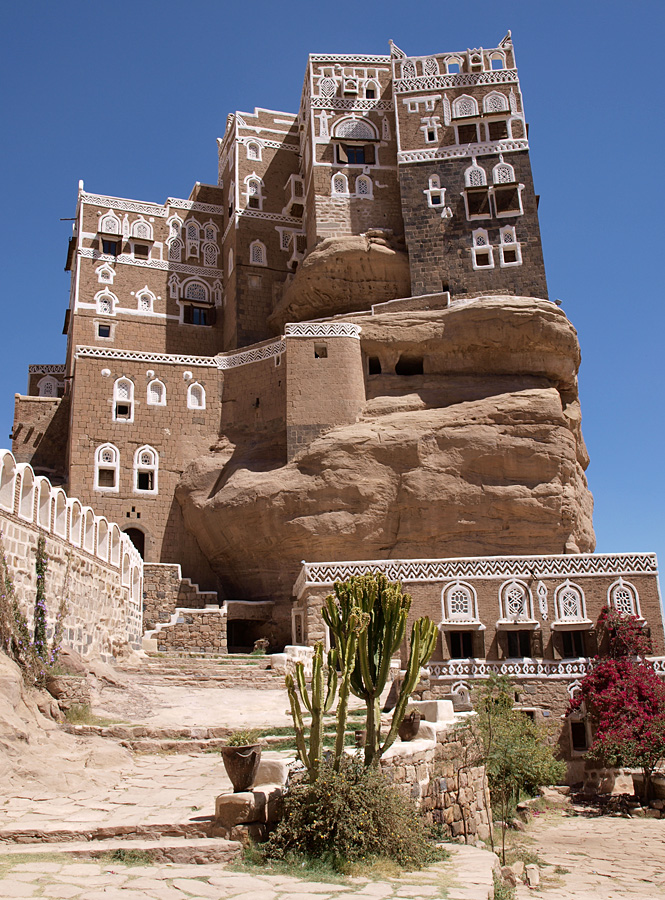
دار الحجر بوادي ظهر.

- محافظة صنعاء:-

| 1 مدينة صنعاء القديمة 2 الجامع الكبير 3 دار الحجر 4 حصن دروم 5 مدر 6 جبل ريام 7 منجم الرضراض 8 شبام الغراس 9 قصر ذي مرمر 10 مقابر شبام 11 الغراس، مديرية خولان 12 جحانة 13 مسجد العباس بأسناف 14 مديرية بني بهلول 15 غيمان، قصر غيمان 16 سور المدينة 17 مديرية سنحان 18 هجرة دبر 19 جبل كنن |  | 20 مديرية بلاد الروس 21 مديرية بني مطر 22 مديرية الحيمة الخارجي 23 مديرية الحيمة الداخلية 24 حصن جبل ظفار 25 حصن مسار 26 قرية الحطيب 27 قرية الهجرة 28 حصن متوح 29 المساجد التاريخية المنتشرة في أمانة العاصمة 30 الحصون التاريخية والأثرية 31 قصر غمدان 32 قرية سناع 33 قرية حده 34 بيت بوس 35 بيت حنبص 36 مناخة 37 ناعظ 38 حراز. |  |

- محافظة عمران

1. مديرية عمران: مدينة عمران، قاع البون.
2. مديرية ثلاء: مدينة ثلاء، مدينة حبابة، حقة همدان (معبد بررن).
3. مديرية ريدة: مدينة ريدة، قصر تلقم، قرية الغولي، ناعط (قرية العصا)، قصرا ناعط..
4. مديرية ظفارـ ذيبيين: مدينة ظفارـ ذيبيين، وادي ورور.
5. مديرية خمر: مدينة خمر.
6. مديرية حوث: مدينة حوث.

- محافظة مأرب

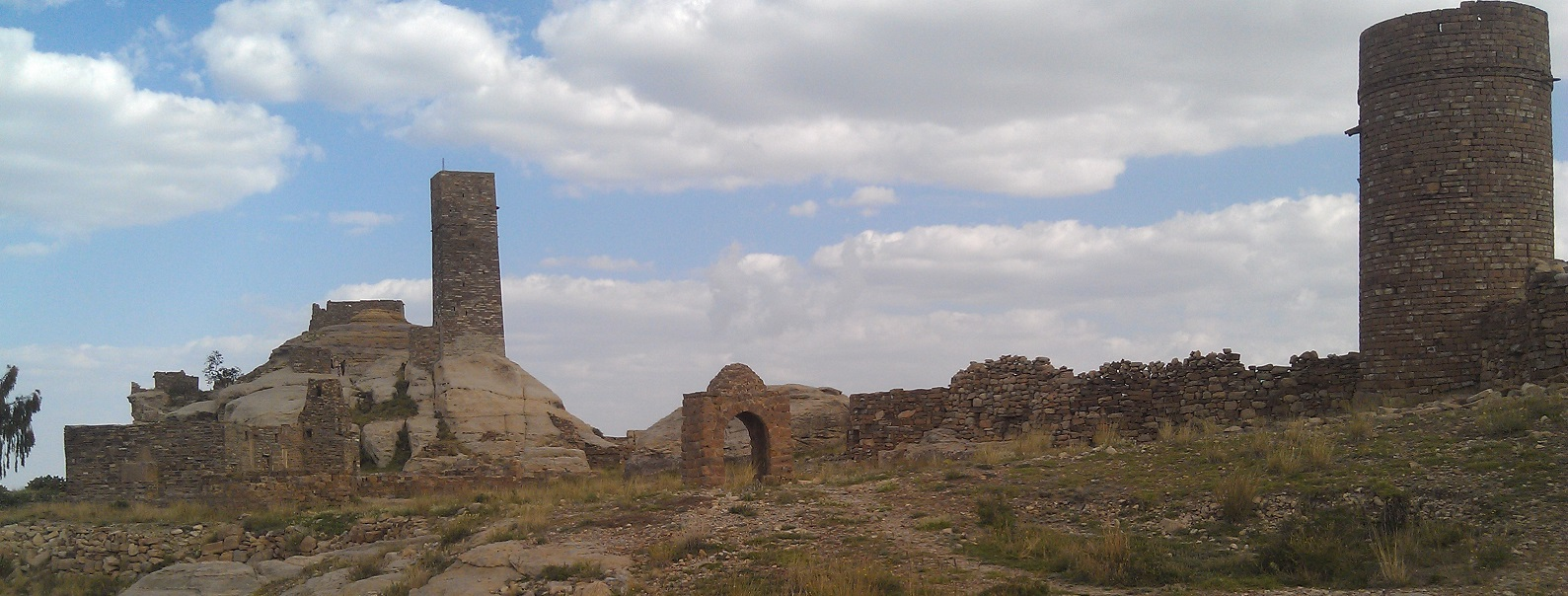
أحد حصون ثلا في محافظة عمران

تعتبر مأرب من أشهر مدن ومحافظات اليمن فهي حاضرة ملوك سبأ، ومعظم مديرياتها مليئة بالأثار التي لا تحصى وأشهر ما فيها:
أهم المعالم السياحية في محافظة مأرب 
| م | اسم المديرية | المعالم السياحية            | التصنيف |
| 1 | مديرية مجزر  | مدينة براقش (ي ث ل)         | أثري    |
| 2 | مديرية مجزر  | درب الصبي (معبد الإله نكرح) | أثري    |
| 3 | مديرية مجزر  | معبد الأحقاف (الشقب)        | أثري    |
| 4 | مديرية مجزر  | حصن خضران                   | أثري    |
| 5 | مديرية مجزر  | خربة اللسان                 | أثري    |
| 6 | مديرية مجزر  | منصة المقفز                 | أثري    |
| 7 | مديرية صرواح | مدينة صرواح                 | أثري    |
| 8 | مديرية صرواح | معبد أوعال (صرواح)نقش النصر | أثري    |
| 9 | مديرية صرواح | المخدرة                     | أثري    |

| م  | اسم المديرية        | المعالم السياحية         | التصنيف |
| 1  | مدينة مأرب - المركز | مدينة مأرب               | أثري    |
| 2  | مدينة مأرب - المركز | مدينة مأرب القديمة       | أثري    |
| 3  | مدينة مأرب - المركز | سد مأرب العظيم           | أثري    |
| 4  | مدينة مأرب - المركز | شبكات قنوات الري         | أثري    |
| 5  | مدينة مأرب - المركز | عرش بلقيس (معبد برأن )   | أثري    |
| 6  | مدينة مأرب - المركز | محرم بلقيس ( معبد أوام ) | أثري    |
| 7  | مدينة مأرب - المركز | الكنائس والجدران         | أثري    |
| 8  | مدينة مأرب - المركز | البئر القديمة            | أثري    |
| 9  | مدينة مأرب - المركز | جبل البلق الجنوبي        | أثري    |
| 10 | مدينة مأرب - المركز | مستوطنة صوانا            | أثري    |
| 11 | مديرية رغوان        | وادي رغوان               | أثري    |
| 12 | مديرية رغوان        | الأساحل (عررتم)          | أثري    |
| 13 | مديرية رغوان        | خربة سعود                | أثري    |
| 14 | مديرية رغوان        | مدينة الدريب             | أثري    |

### السياحة الدينية
| متاحف اليمن                      |
| -------------------------------- |
|                                  |
| المتحف الحربي (صنعاء)            |
| المتحف الوطني (صنعاء)            |
| متحف الموروث الشعبي (صنعاء)      |
| المتحف الحربي (عدن)              |
| المتحف الوطني (عدن)              |
| متحف العادات والتقاليد (عدن)     |
| متحف الموروث الشعبي (عدن)        |
| متحف جامعة عدن                   |
| متحف العرضي (تعز)                |
| المتحف الوطني (تعز)              |
| متحف المكلا                      |
| متحف سيئون                       |
| المتحف الوطني (حضرموت)           |
| متحف الفنون الشعبية (حضرموت)     |
| متحف زنجبار (أبين)               |
| متحف ظفار (إب)                   |
| متحف الآثار التعليمي بجامعة ذمار |
| متحف بينون (ذمار)                |
| متحف ذمار الإقليمي               |
| المتحف الوطني (عتق)              |
| المتحف الوطني (بيحان)            |
| متحف الحبيلين (ردفان)            |
| متحف بيحان (شبوة)                |
| متحف الضالع                      |
| متحف الحوطة (لحج)                |
| متحف الغيظة (المهرة)             |

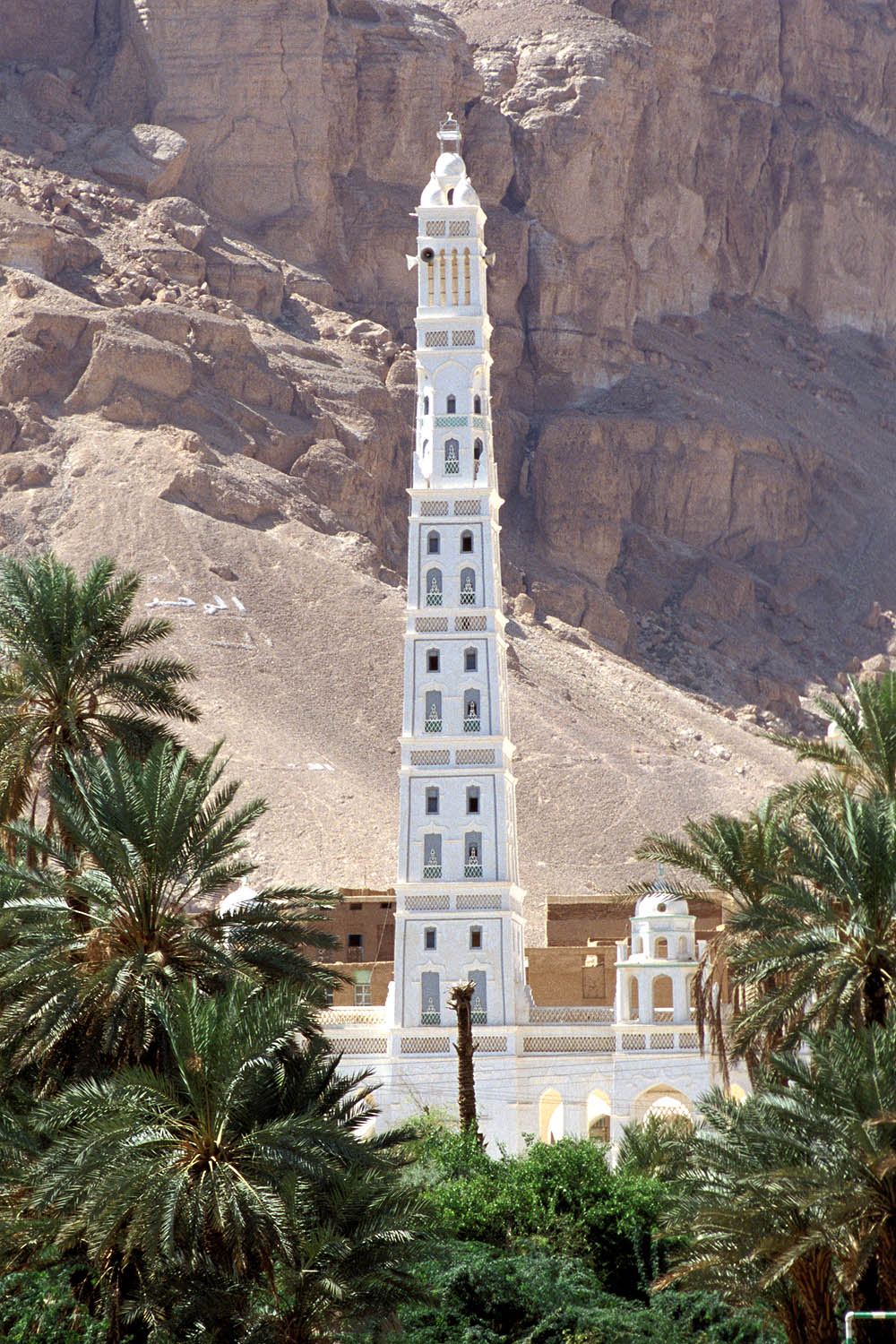
منارة مسجد المحضار في حضرموت والتي تعد من أطول المنارات المصنوعة من الطين

وتتمثل في معالم الحضارة الإسلامية كالمساجد والأضرحة، ومنها الجامع الكبير (صنعاء)، وجامع الجند ومسجد أهل الكهف (تعز)،جامع وضريح الشيخ أحمد بن علوان (تعز)، وجامع العيدروس.
المساجد التاريخية في محافظة ذمار:
بمنطقة عتمة تنتشر العديد من المساجد التاريخية في عزل المديرية ومنها على سبيل المثال «جامع الحقيبة في عزلة بني أسد من مخلاف رازح» «وجامع الجوقة في عزلة الجوقة من مخلاف بني بحر».
تعتبر غالبية المساجد في مديرية عتمة من المساجد القديمة والتي يعود بناؤها إلى فترات تاريخية قديمة
الأضرحـة في محافظة ذمار:
تنتشر العديد من الأضرحة والقباب للأولياء والصالحين، وعلى سبيل المثال «الحميضة، الشرم السافل، وهجرة المحروم» وغيرها، وهي عبارة عن توابيت خشبية مزدانة بزخارف قوامها أشرطة نباتية وكتابية وأشكال هندسية جميعها منفذة على الخشب بطريقة الحفر الغائر، ولا زال عدد من الأضرحة قائماً وبحالة جيدة.
- ضريح ومسجد الجرموزي: يعتبر من أهم الأضرحة في المديرية في هجرة المحروم من مخلاف سماه.
عرفت اليمن الأضرحة الخشبية منذ مطلع (القرن السابع الهجري) ويعتبر ضريح «المطهر محمد الجرموزي» من أهمها إذ أنه يحتوي على تاريخ أقرب إلى الواقع مقارنة بغيره، شيد الضريح بتاريخ عشرين من شهر الحجة سنة (1076 هجرية).

### سياحة المحميات الطبيعية

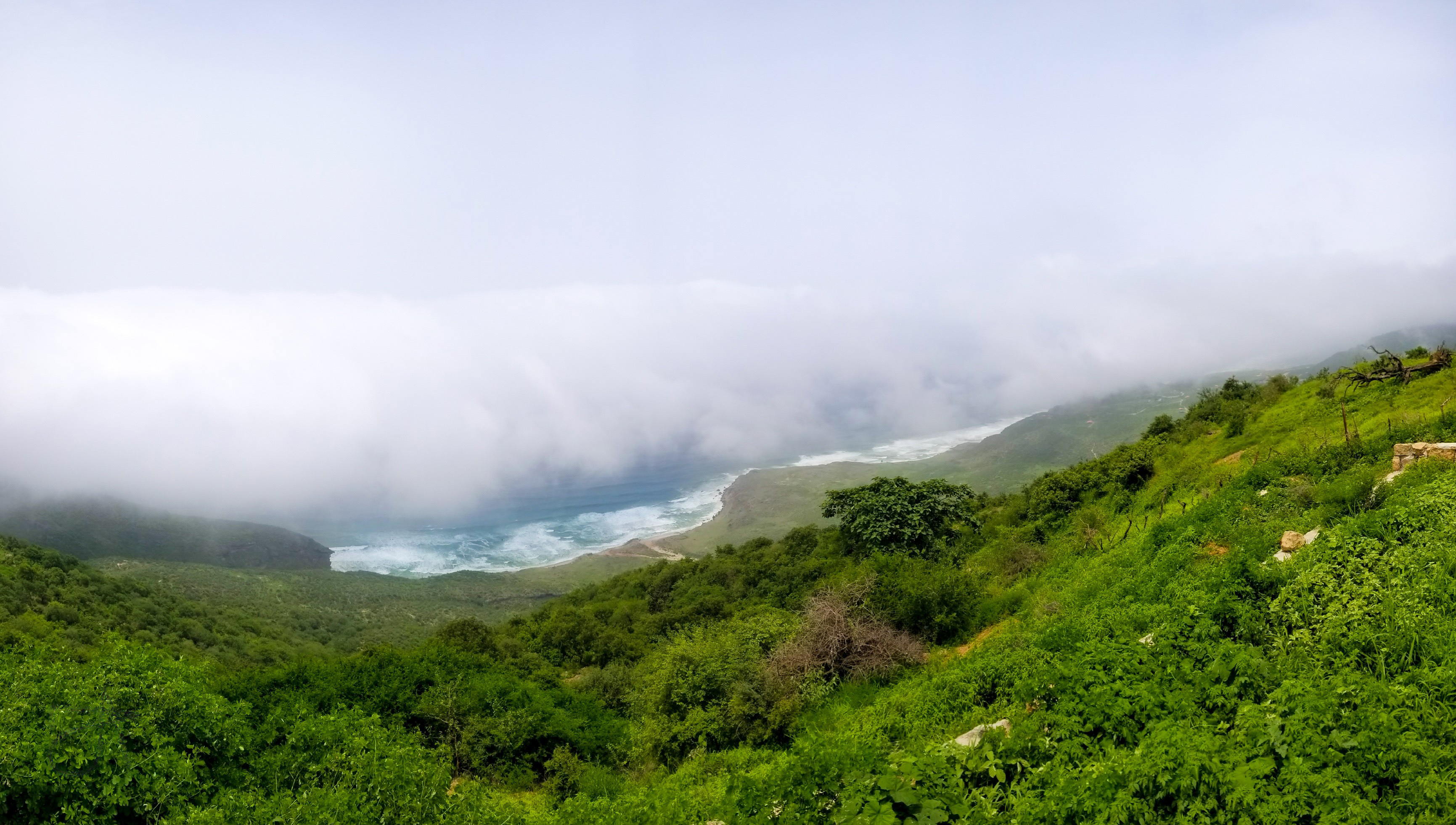
صورة لمحمية حوف في شهر أغسطس

### السياحة الصحراوية
تعتبر طرق التجارة اليمنية القديمة كطريق البخور واللبان المرتبطة بالحضارة اليمنية القديمة أحد عوامل الجذب للسياحة الصحراوية مما يجعل المغامرة في هذه الطرق مشوِقة وممتعة للغاية ومن أهم هذه الطرق: (طرق برية حالياً) كرملة السبعتين (مأرب) – شبوة القديمة (عتق) – وسيئون، وغيرها.
تمتلك اليمن مقومات طبيعية كثيرة تشكل في مجملها العوامل الرئيسية والثانوية لقيام السياحة العلاجية المعتمدة أساساً على مصادر حمامات المياه المعدنية العلاجية، والتي يرتادها الكثيرون وخاصة في الحويمي (لحج)، تباله (حضرموت)، حمام السُخنة (جنوب شرق الحديدة)، حمام دمت (الضالع)، الديس الشرقية (حضرموت) حمام علي (ذمار) وغيرها من المناطق.

### السياحة العلاجية
تمتلك اليمن مقومات طبيعية كثيرة تشكل في مجملها العوامل الرئيسية والثانوية لقيام السياحة العلاجية المعتمدة أساساً على مصادر حمامات المياه المعدنية العلاجية، والتي يرتادها الكثيرون وخاصة في الحويمي (لحج)، تباله (حضرموت)، حمام السُخنة (جنوب شرق الحديدة)، حمام دمت (الضالع)، الديس الشرقية (حضرموت) حمام علي (ذمار) وغيرها من المناطق.

#### في حضرموت
توجد في حضرموت العديد من مواقع المياه العلاجية الحارة طبيعياً التي تتراوح درجة حرارتها بين 40 و65 درجه مئوية. وهذه المواقع هي:
- معيان حسن - الحامي
- معيان عوض - تبالة
- معيان الصويبر - الديس الشرقية
- معيان الروضة - تبالة
- معيان الرامي - تبالة
- معيان الدنيا - تبالة
- معيان التجار - تبالة

وجميع هذه المواقع العلاجية الطبيعةً يؤمها الناس يومياً على مدار العام للاستشفاء من الأمراض بإذن الله.

#### في صنعاء
حمامات حي صنعاء القديمة هي:
- حمام السلطان
- حمام شكر
- حمام القزالي
- حمام سبأ
- حمام الأبهر
- حمام الطوشي
- حمام ياسر
- حمام الميدان
- حمام القوعه

وجميعها تنتشر في حارات صنعاء القديمة وتزود بالمياه من الآبار حيث كان يتبع كل حارة بير للمياه أو أكثر، ويسود الاعتقاد أن حمام سبأ قديم، وكذلك حمام ياسر الذي ربما ينسب إلى الملك الحميري «ياسر يهنعم»
أما بقية الحمامات فيعود تاريخها إلى المراحل المختلفة من عصر الإسلام
- حمام البونية
- حمام علي

ويعتقد أن تاريخها يعود إلى (القرن السادس عشر الميلادي) وهو تاريخ بناء الحي من قبل العثمانيين خلال الفترة الأولى لحكمهم اليمن.
- حمام السلطان
- حمام المتوكل
- حمام الفيش

ويعود تاريخها إلى مطلع (القرن الثامن عشر الميلادي) عندما أنشأ الإمام المتوكل «القاسم» عدداً من المنشآت الخدمية في حي القاع منها تلك الحمامات.

## معرض صور

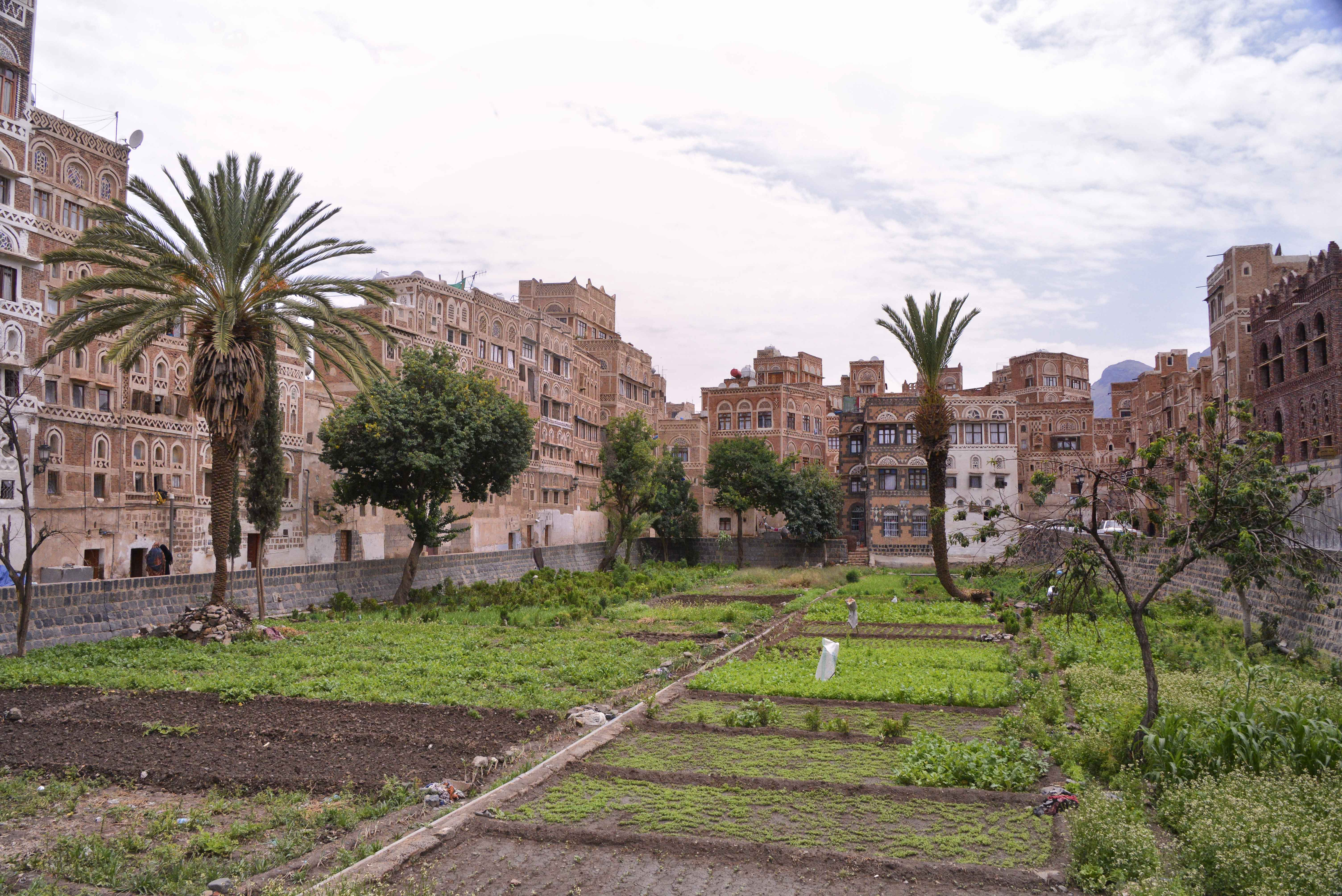
صنعاء القديمة
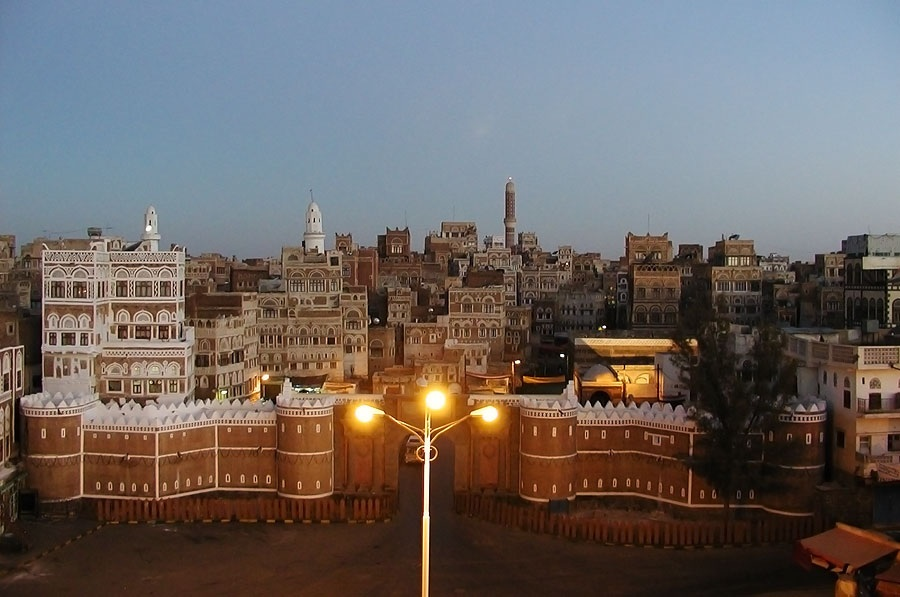
باب اليمن
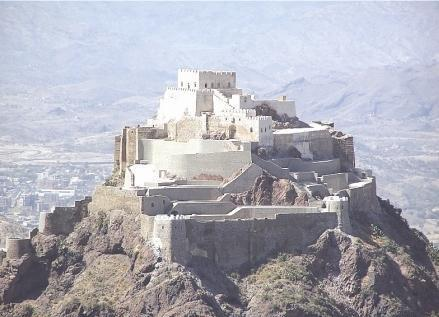
قلعة القاهرة
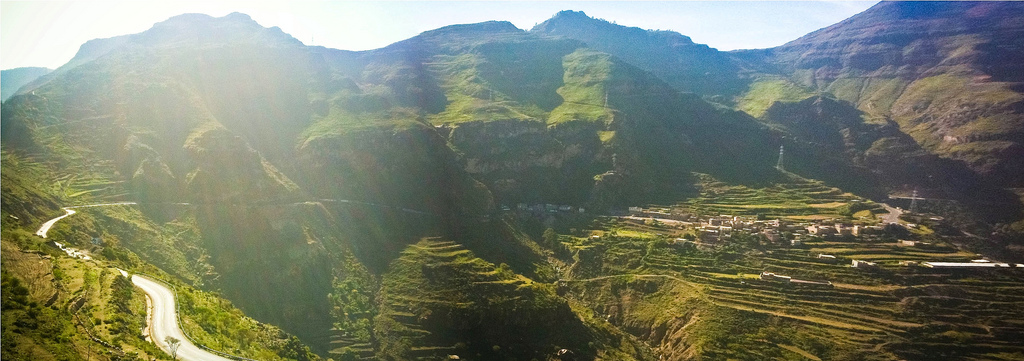
إب
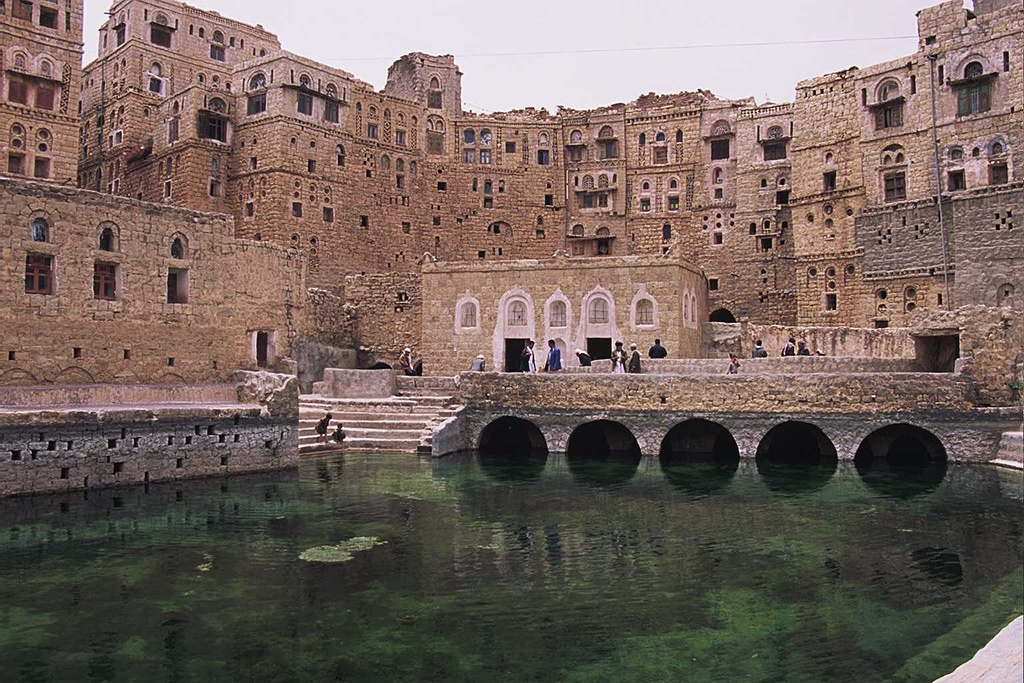
صهريج حبَّابة في عمران
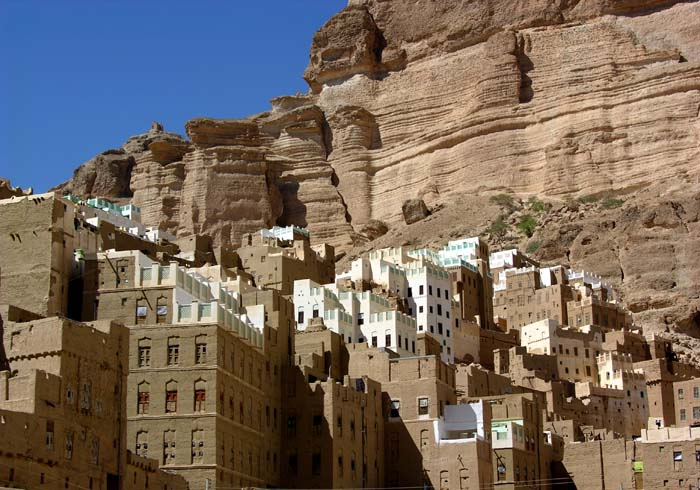
وادي دوعن
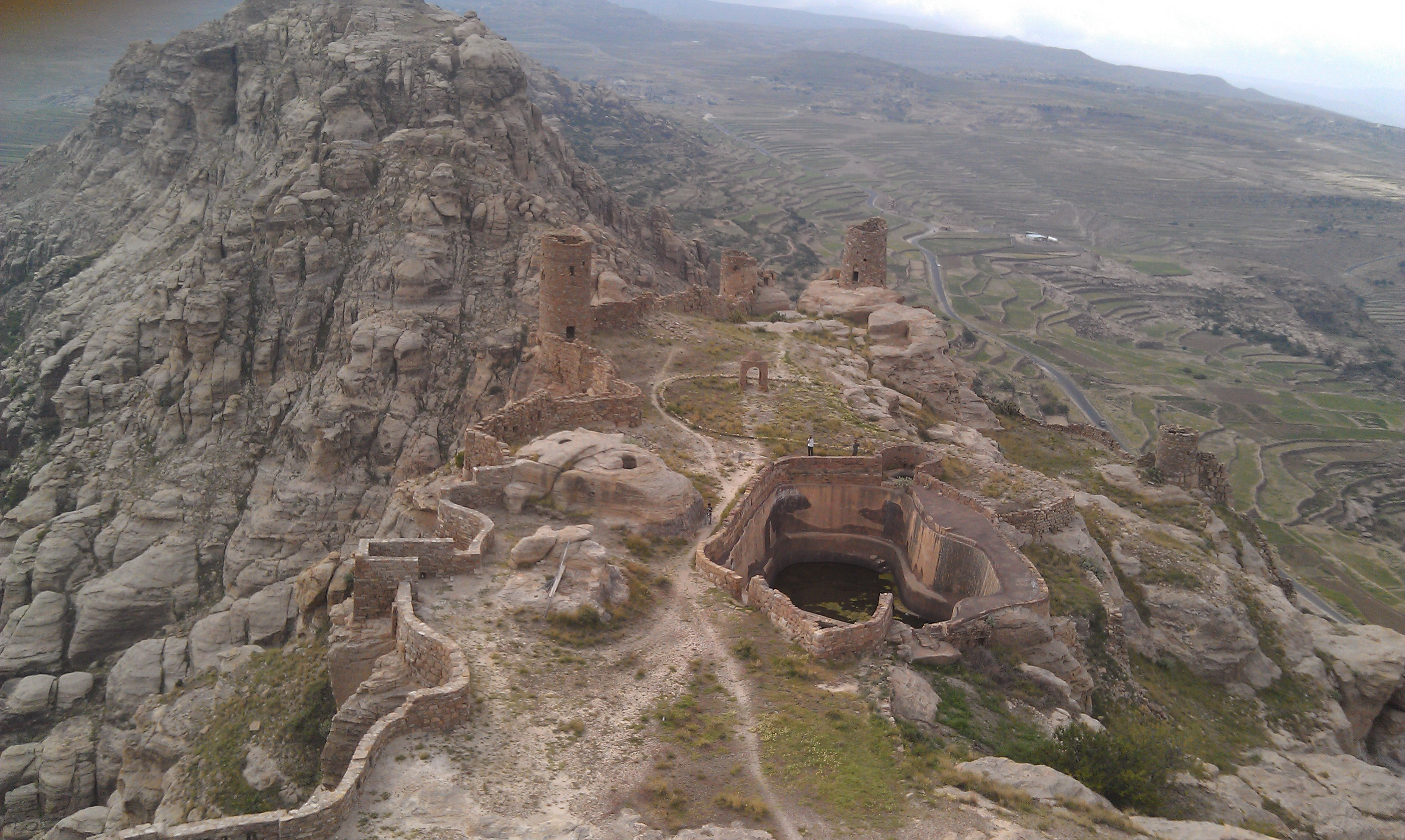
حصن الغراب في مدينة ثلا
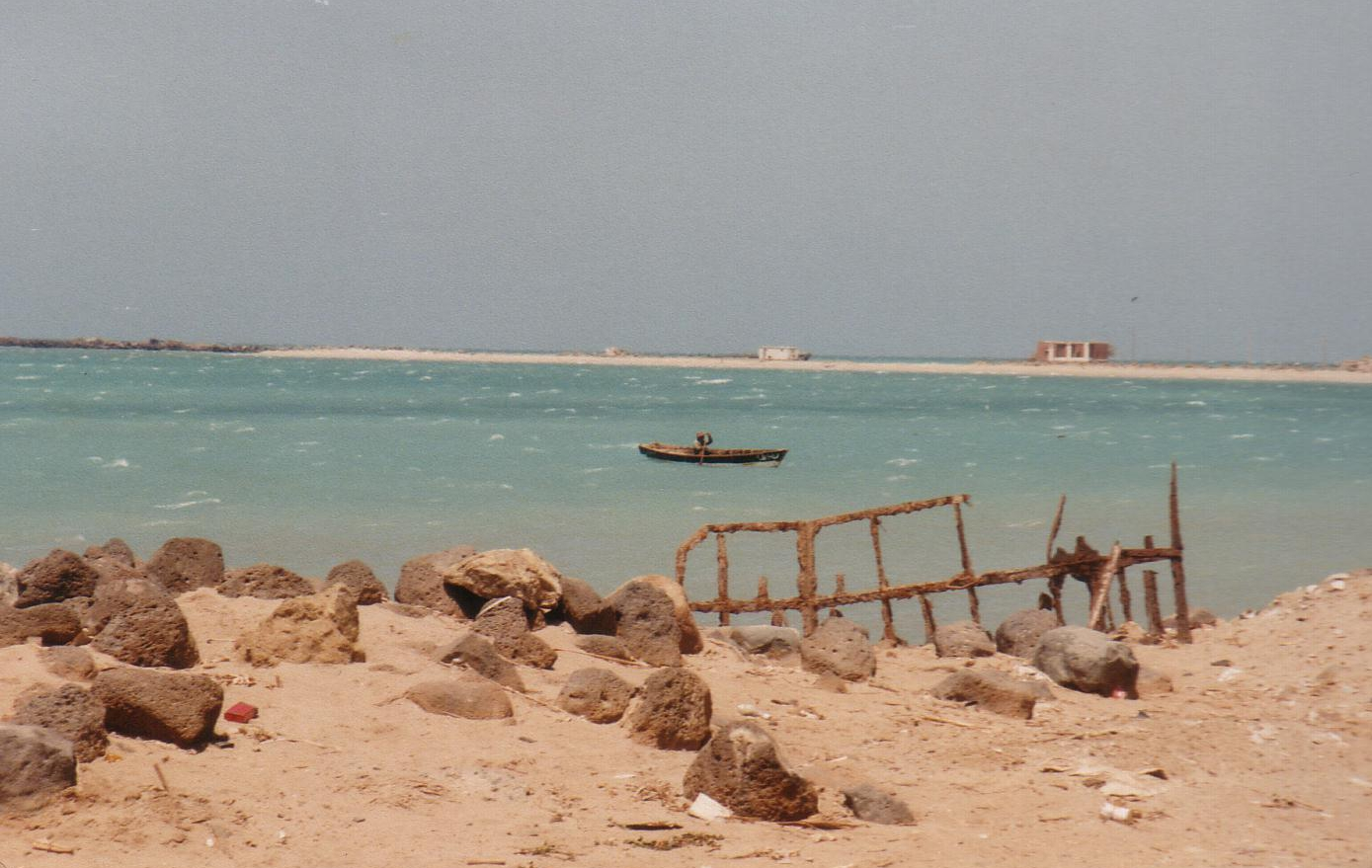
المخا
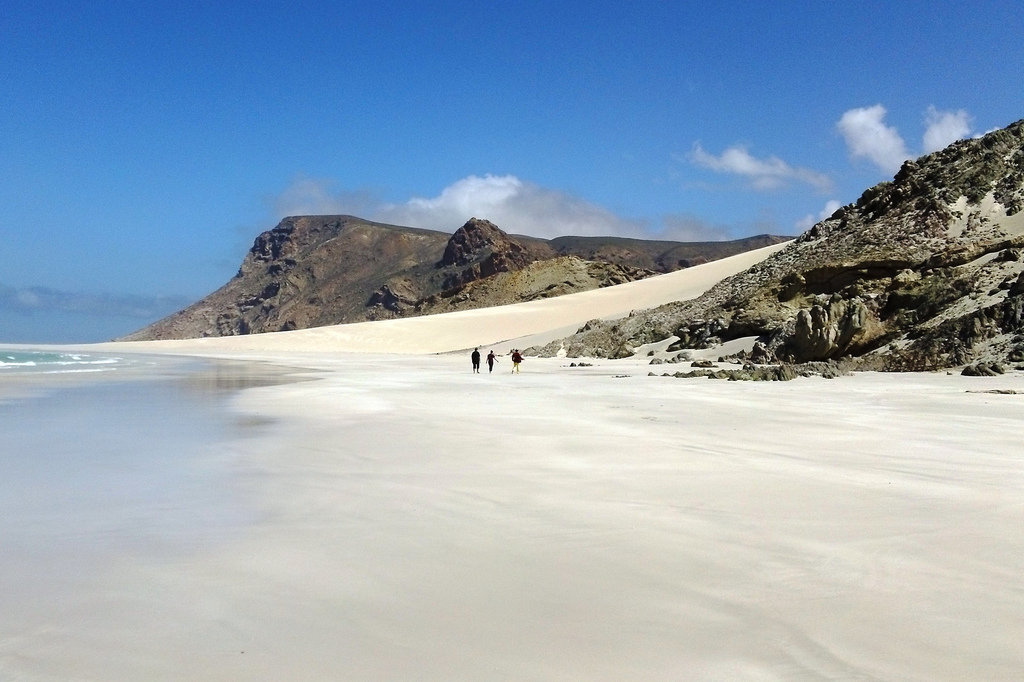
سقطرى
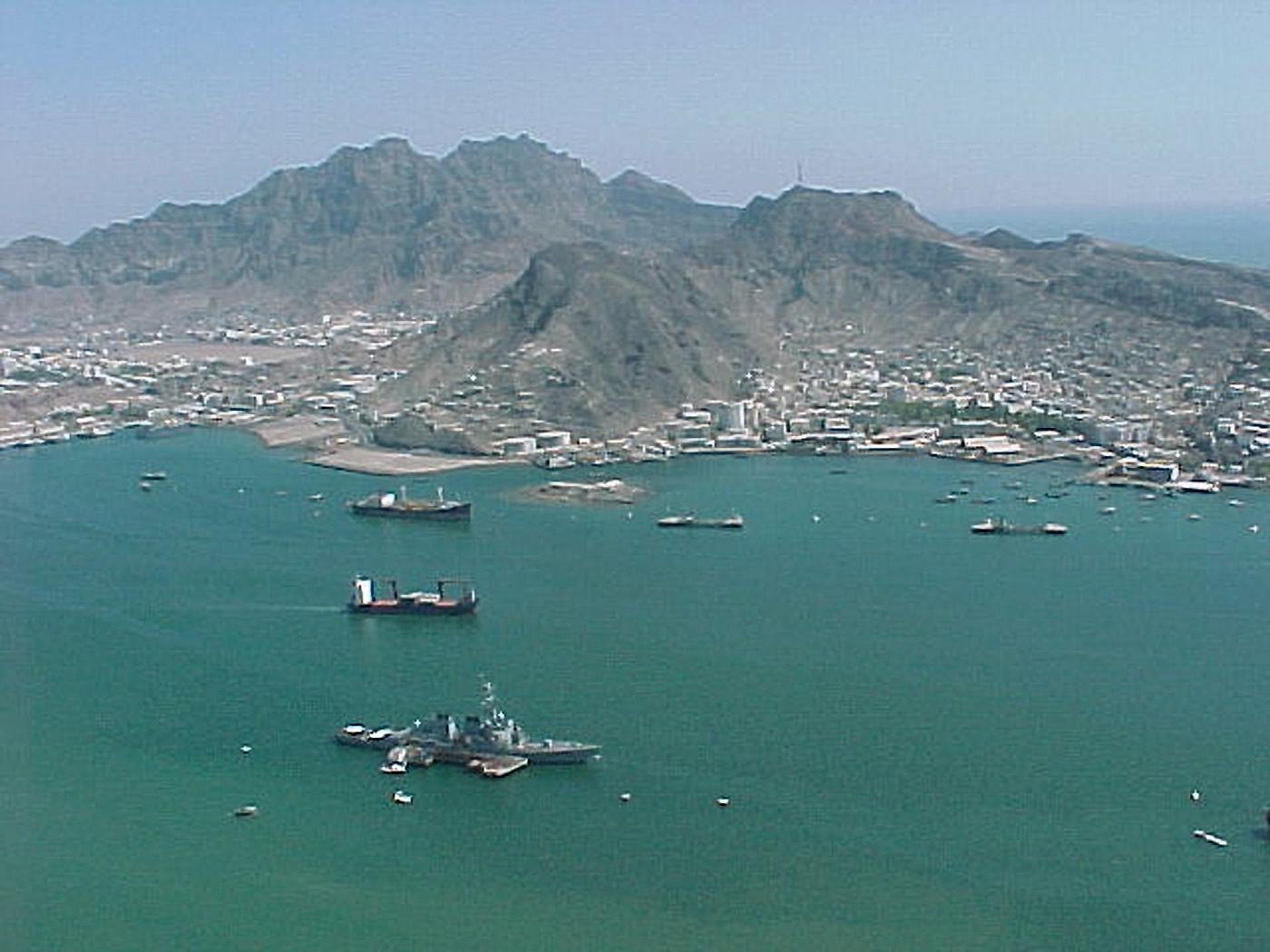
عدن
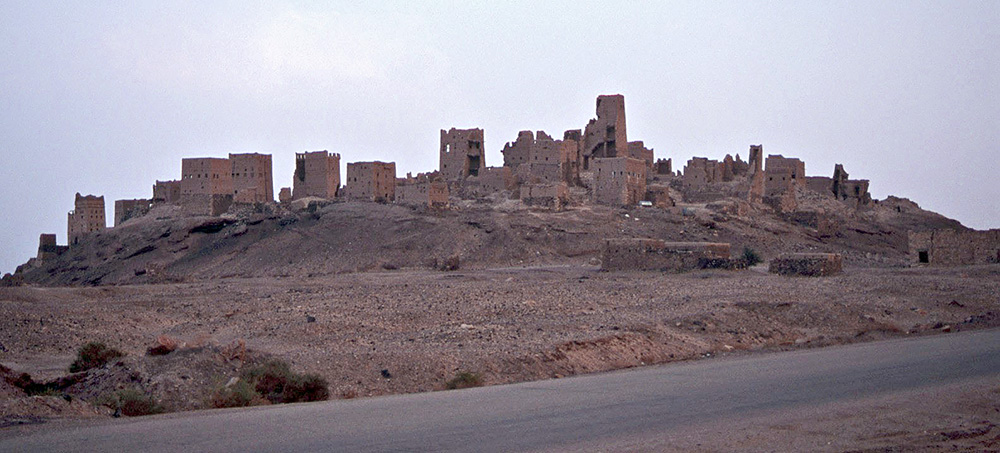
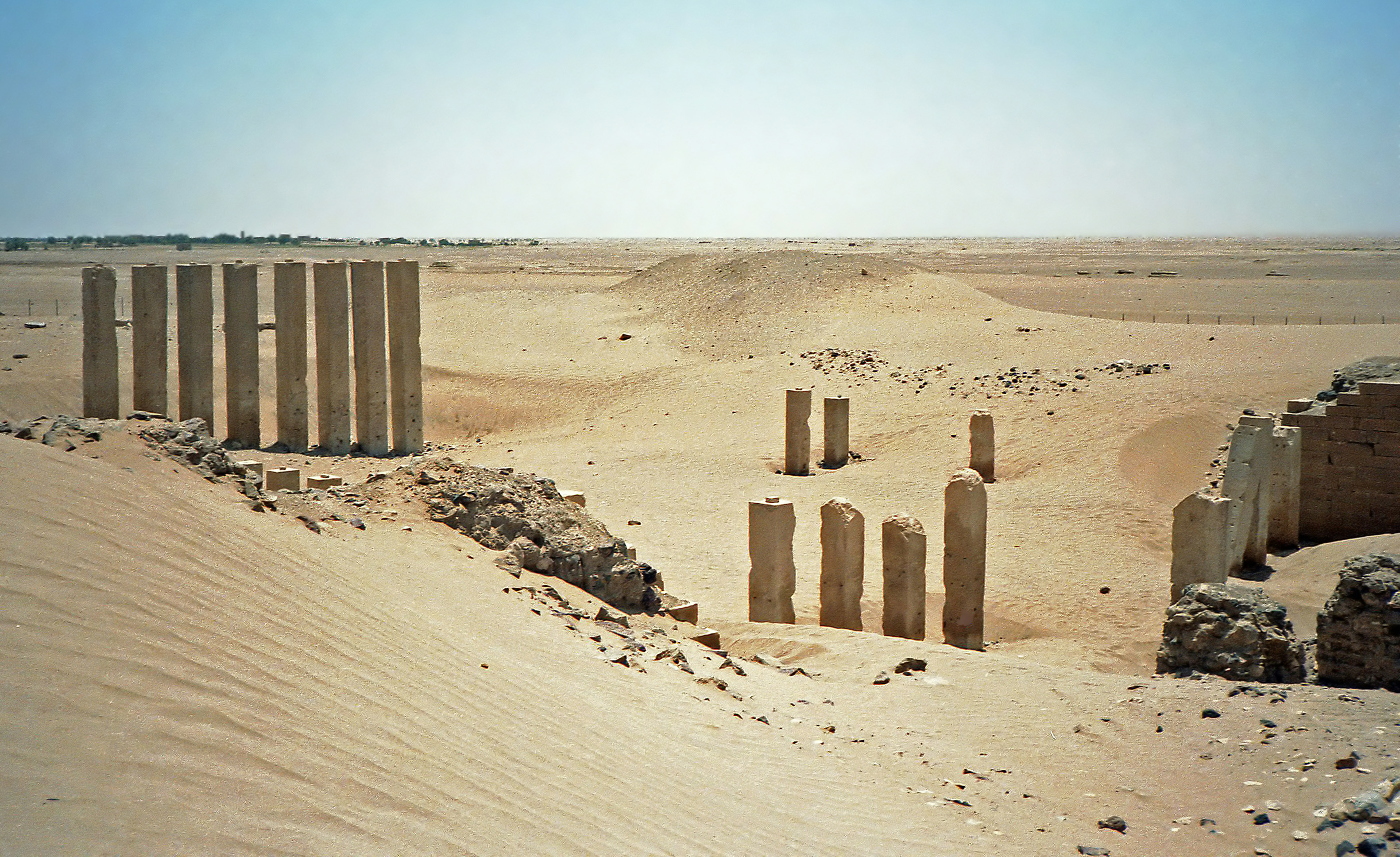
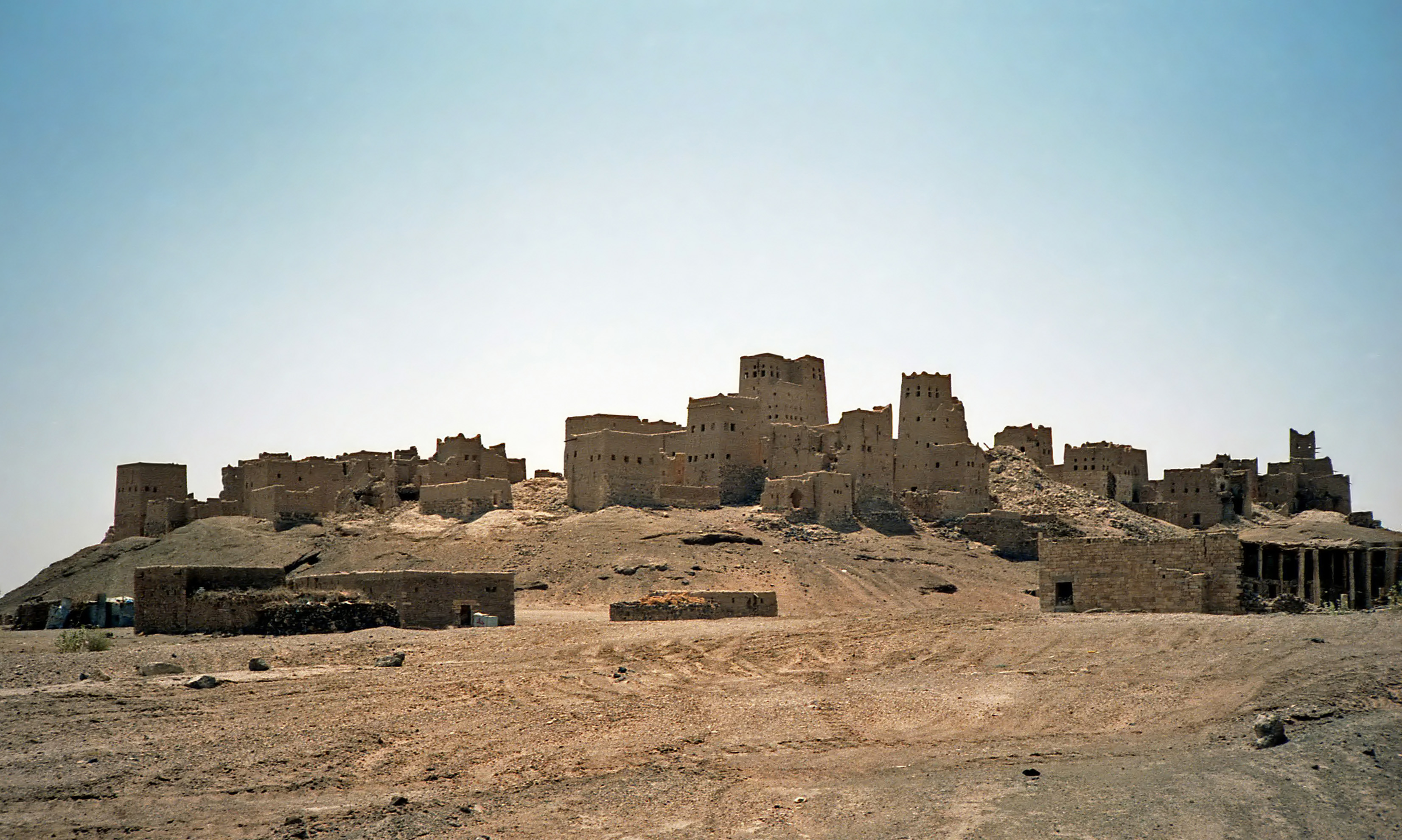
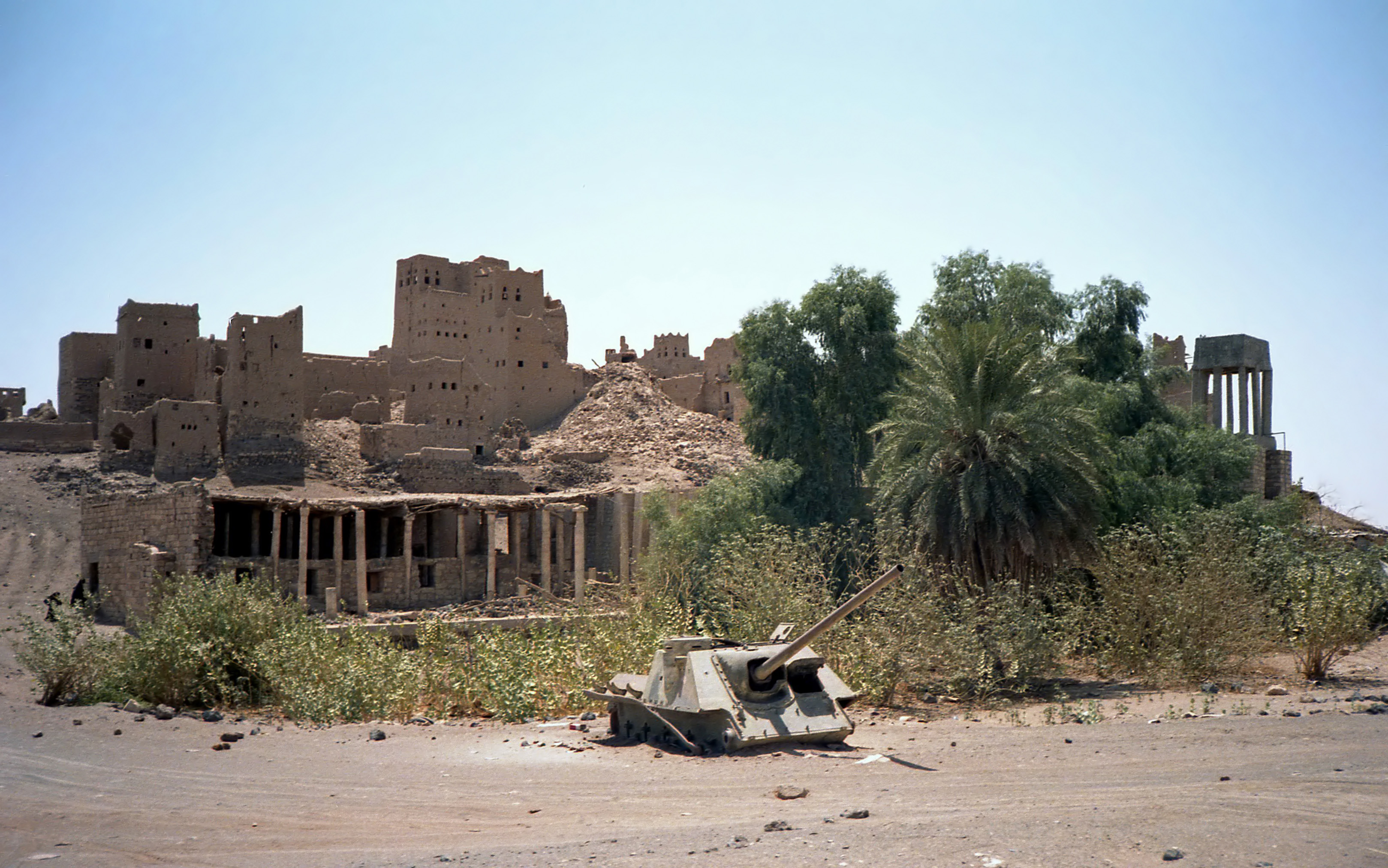
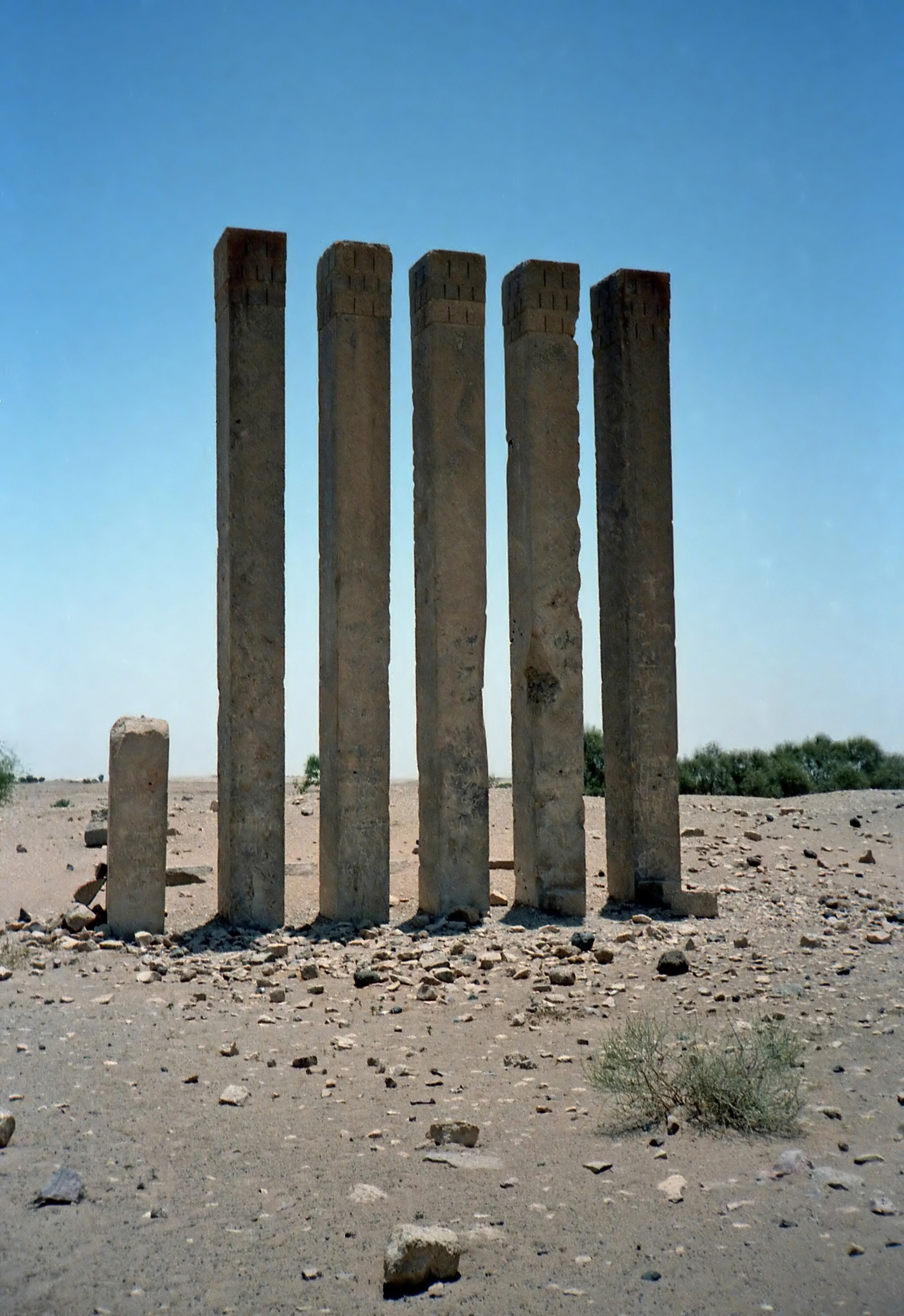
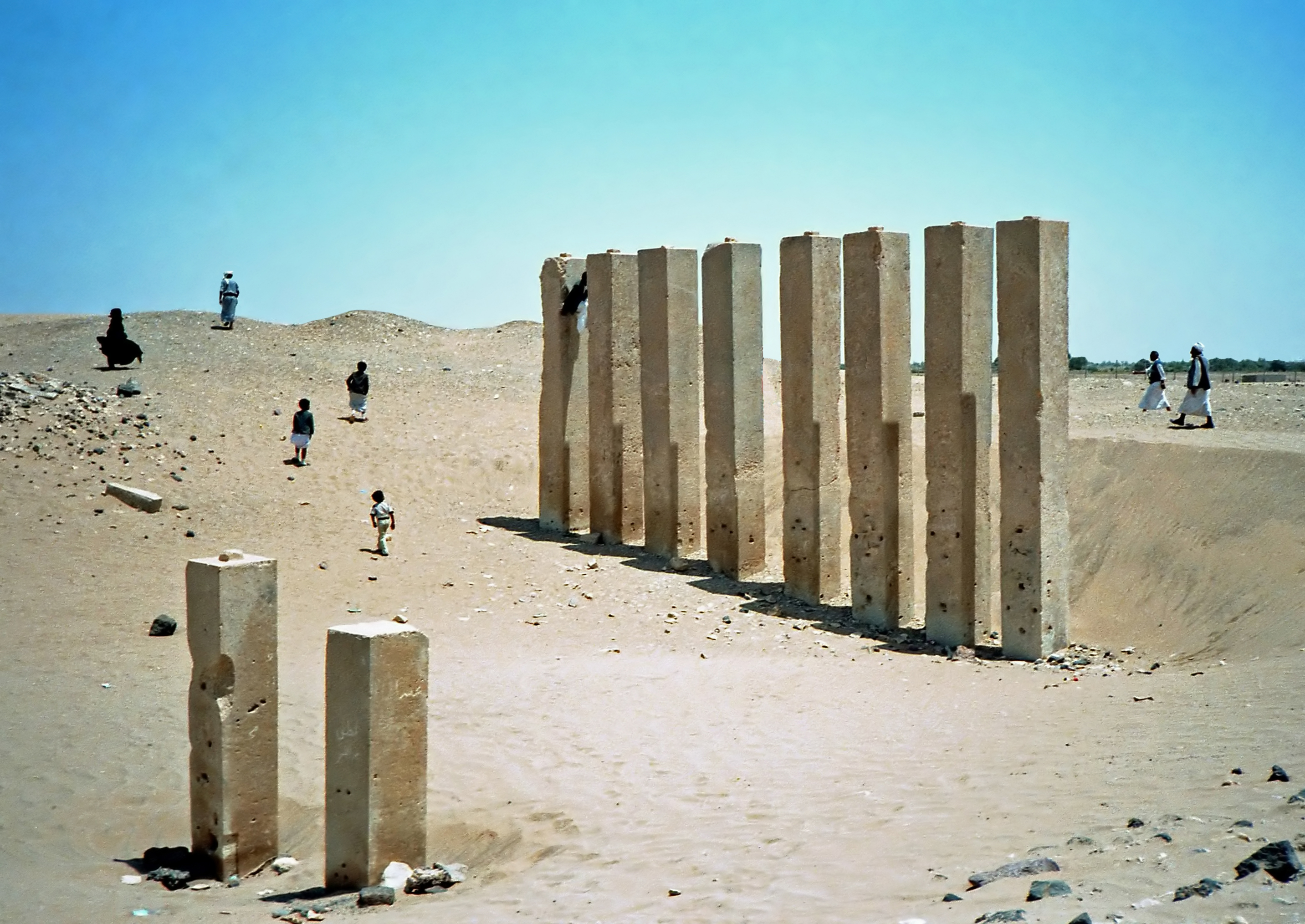
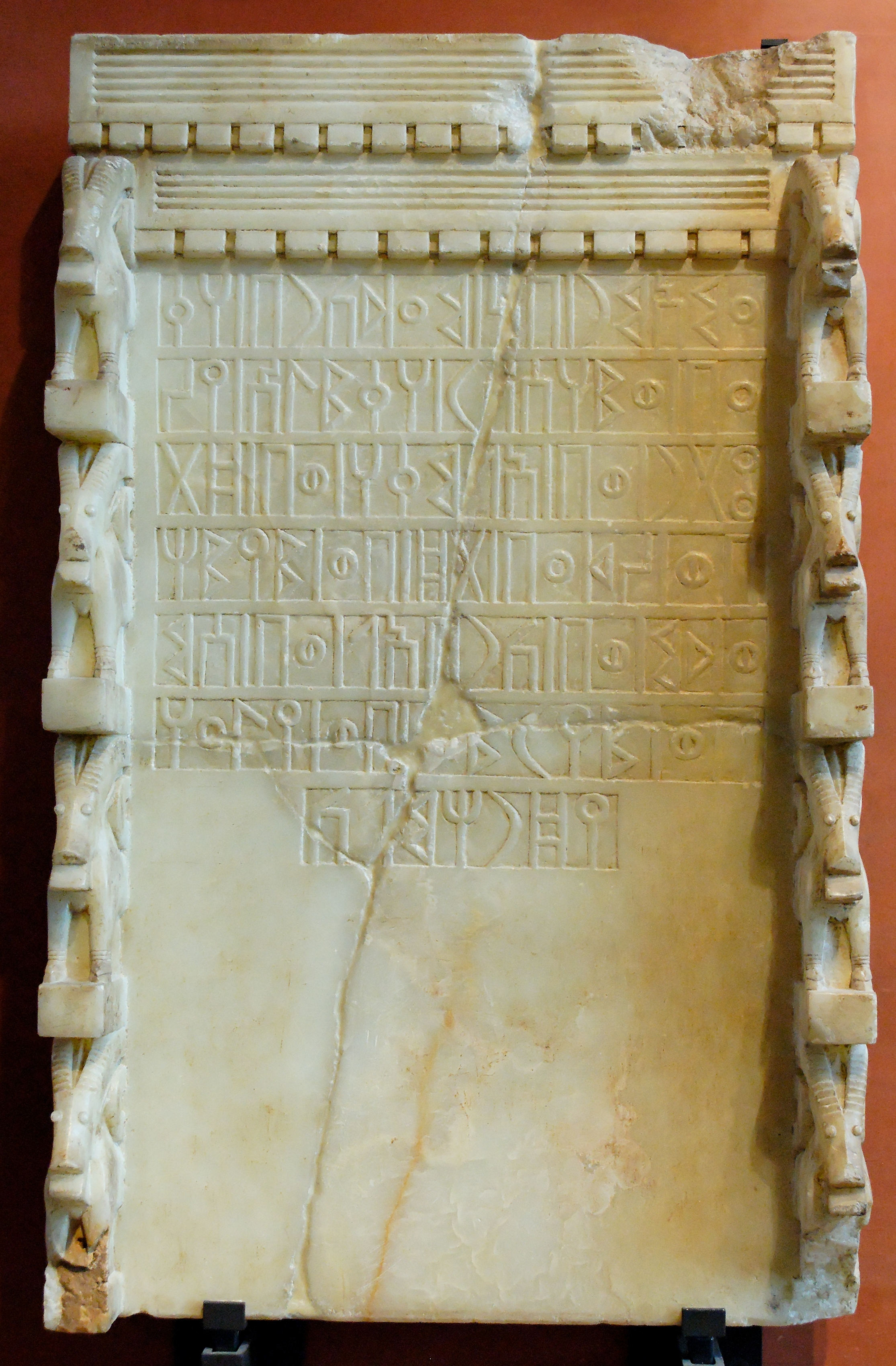
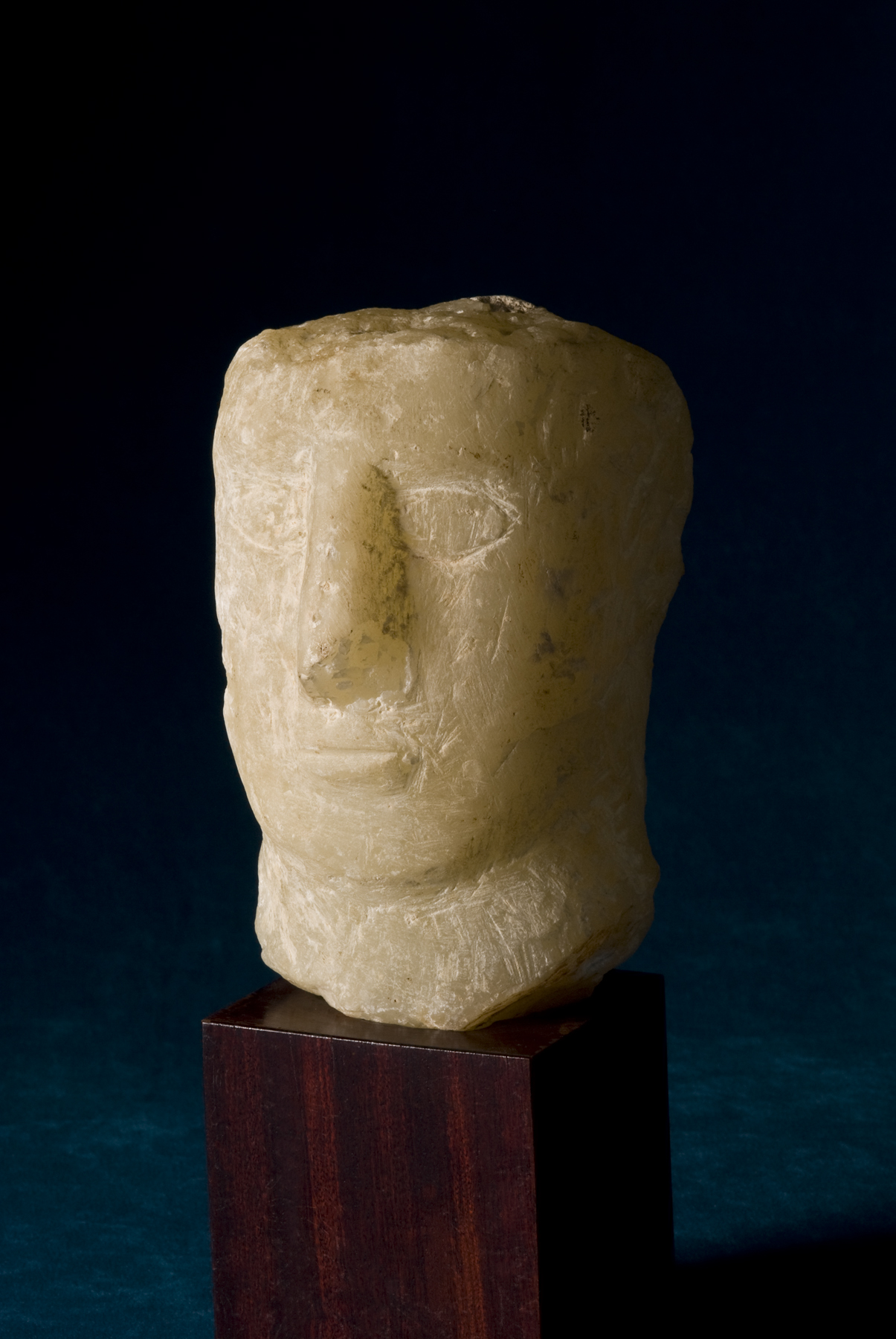
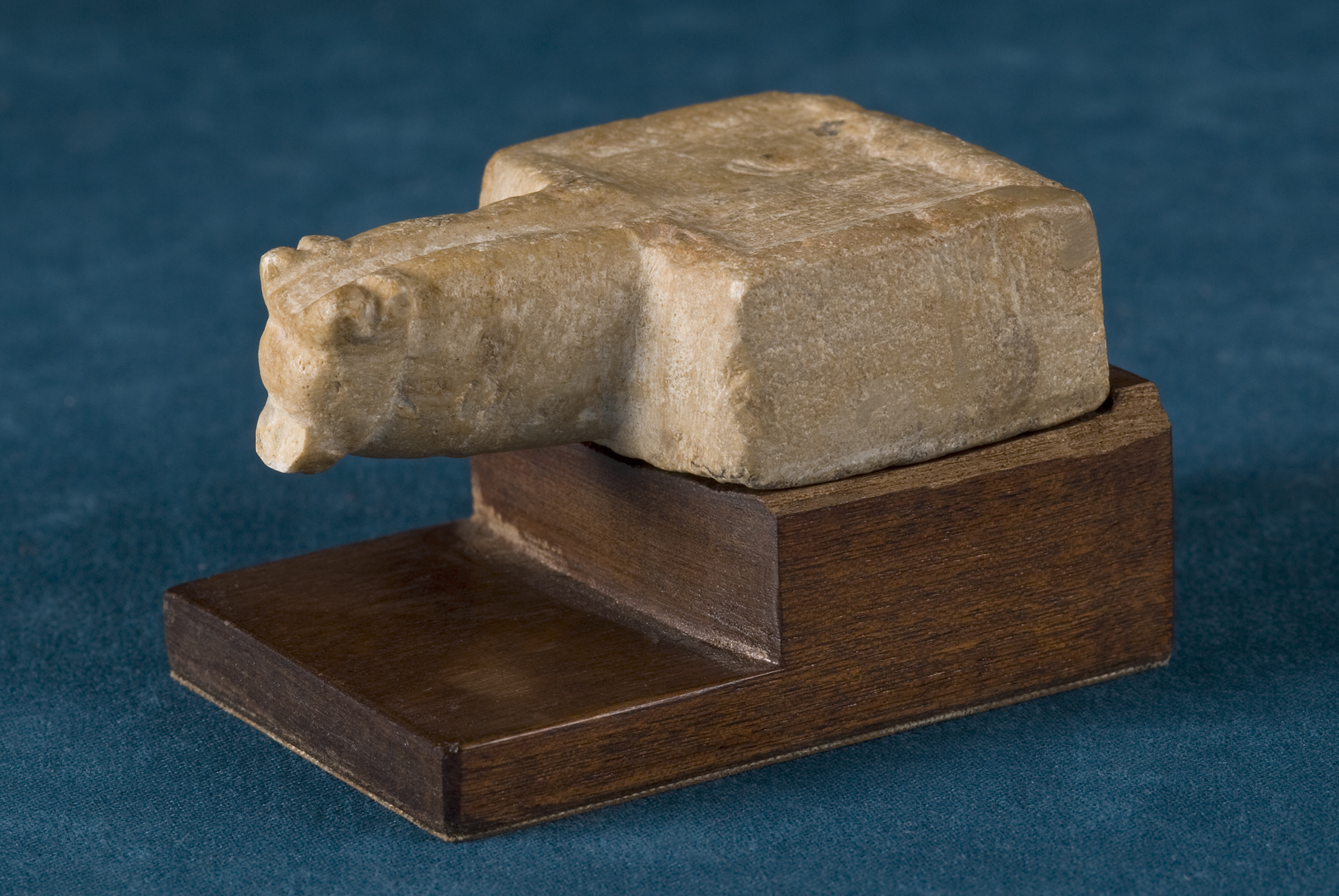
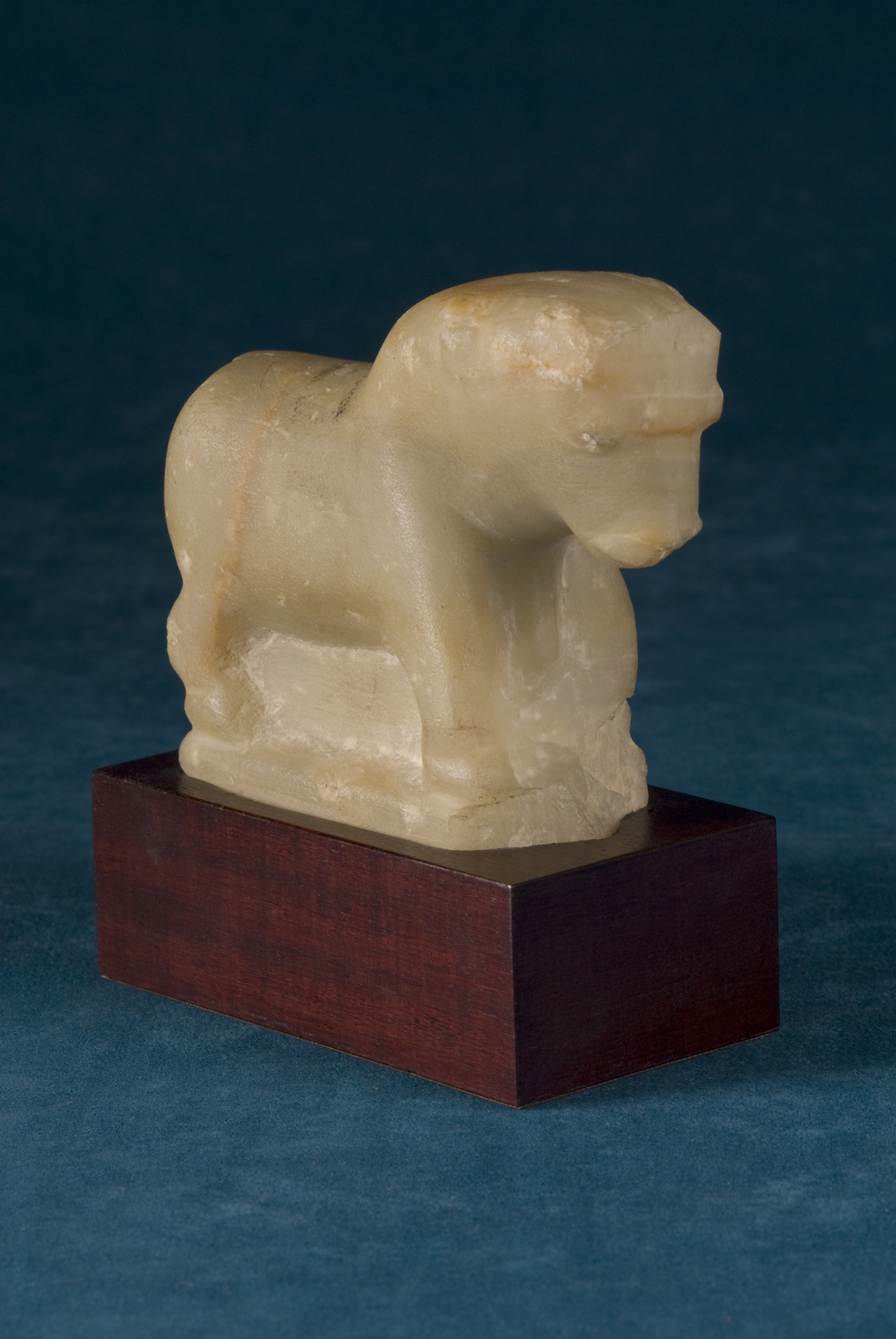
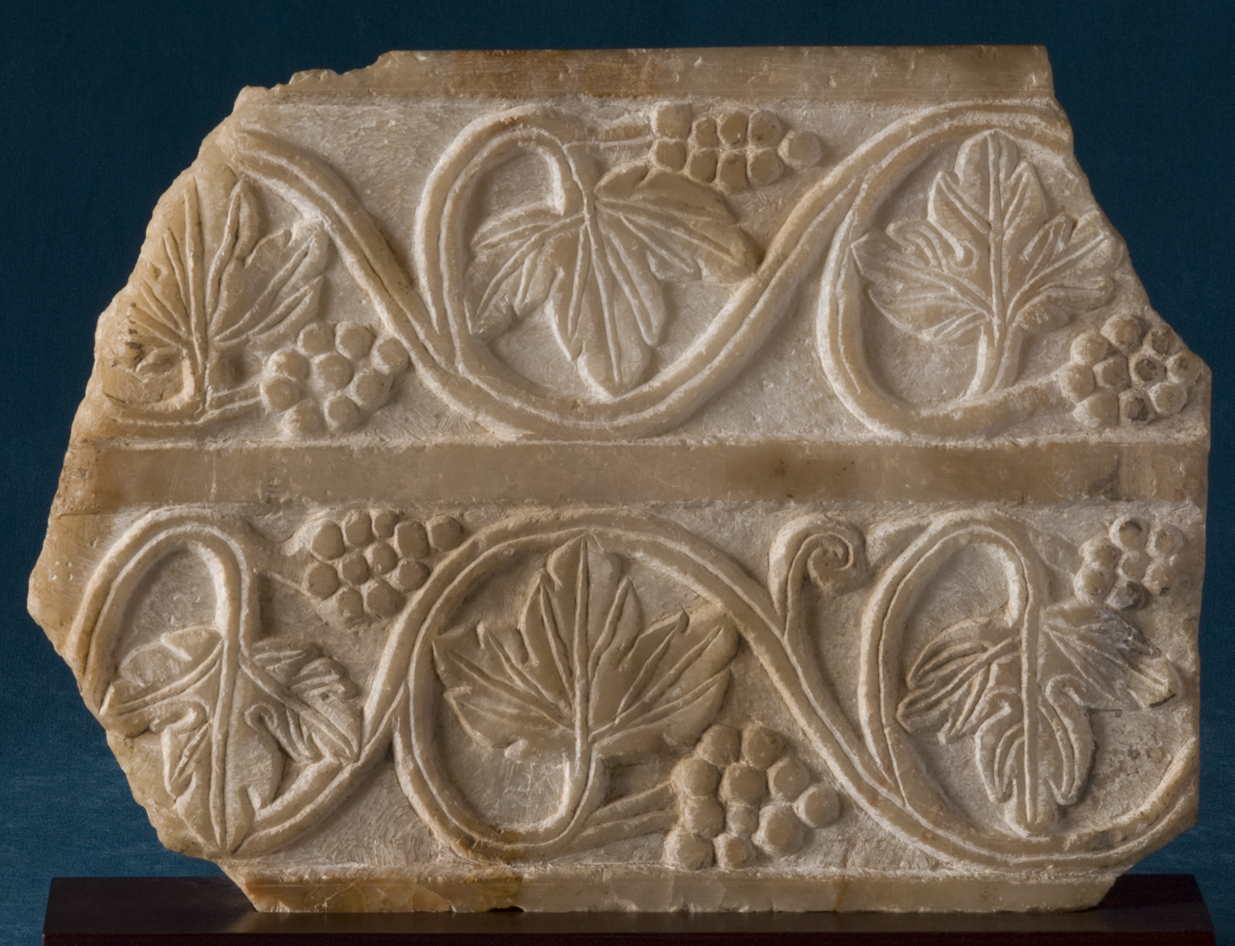